# Saurauia excelsa
Saurauia excelsa là một loài thực vật có hoa trong họ Dương đào. Loài này được Willd. miêu tả khoa học đầu tiên năm 1801.